# Cimetière des Bruyères (Sèvres)
Le cimetière des Bruyères est un cimetière communal situé à Sèvres dans les Hauts-de-Seine, fondé en 1876 et ouvert sur 3,7 hectares en 1881. Il comprend quelques chapelles funéraires dont trois classées à l'inventaire,, et quelques bustes. Il accueille entre autres un certain nombre de tombes d'artistes ou d'employés de la manufacture de Sèvres.

## Personnalités
- Antoine Béranger (1785-1867), peintre sur porcelaine
- Pierre Bertaux (1907-1986), germaniste, Compagnon de la Libération
- Fernand Bonnier de La Chapelle (1922-1942), résistant, assassin de l'amiral Darlan
- Félix Bracquemond (1833-1914), peintre et graveur et Marie Bracquemond (1840-1916) peintre, graveuse et céramiste française.
- Jules Champfleury (1821-1889), homme de lettres et critique d'art, conservateur du musée de Sèvres
- Jean Comandon (1877-1970), médecin. inventeur de la microphotographie
- Aimé Cotton (1869-1951), membre de l'Académie des sciences, et son épouse Eugénie Cotton (1881-1967), physicienne
- Albert Dammouse (1848-1926), céramiste
- Jules-Henri Desfourneaux (1877-1951), bourreau (division C2)
- Éléonore Escallier (1827-1888), peintre pour Sèvres
- Edmée Hatinguais (1896-1972), directrice de l'École normale supérieure de jeunes filles (1941-1944)
- Léon Journault (1827-1892), journaliste et homme politique
- François Kosciusko-Morizet (1940-2015), maire de Sèvres et père de la femme politique Nathalie Kosciusko-Morizet
- Prosper Montagné (1865-1948), chef cuisinier et auteur du Larousse gastronomique (sa tombe n'existe plus)
- Fernand Pelloutier (1867-1901), socialiste révolutionnaire et anarchiste libertaire
- Denis Désiré Riocreux (1791-1872), peintre sur porcelaine et premier conservateur du musée de Sèvres
- Marcel Rouff (1877-1936), romancier
- Jean-Pierre Vernant (1914-2007), résistant, Compagnon de la Libération et historien[4]